# Carsten Due-Nielsen
Carsten Due-Nielsen (født 30. juli 1945, død 7. februar 2024) var en dansk historiker.
Han var ansat som lektor ved Københavns Universitet, Saxo-Instituttet - Arkæologi, Etnologi, Historie og Græsk og Latin fra 1969 til 2014. Hans primære forskningsområde var dansk politik siden 1864.
Mellem 1988 og 2006 var Due-Nielsen redaktør på Historisk Tidsskrift.
Carsten Due-Nielsen er begravet på Ordrup Kirkegård.